# El fantasma invisible
El fantasma invisible es una película de terror estadounidense de 1941 protagonizada por  Bela Lugosi y dirigida por Joseph H. Lewis. Es la primera de las nueve películas interpretadas por Bela Lugosi para Sam Katzman en Monogram Pictures.

## Argumento
Charles Kessler (Bela Lugosi) está lleno de impulsos homicidas. Su esposa (Betty Compson), que le había dejado por otro hombre, se ve involucrada en un accidente automovilístico que le afecta el cerebro y acaba atrapada en un sótano retenida por el jardinero de Kessler. Cuando un hombre inocente está ejecutado por un asesinato que Kessler cometió en la casa, su hermano gemelo le visita e intenta desenredar el misterio. Descubre que Kessler es el asesino y no lo sabe. Su hermano le obliga a contactar con la policía, que arresta a Kessler.

## Reparto
- Bela Lugosi - Dr. Charles Kessler
- Polly Ann Young - Virginia Kessler
- John McGuire - Ralph Dickson y Paul Dickson
- Clarence Muse - Evans el mayordomo
- Terry Walker - Cecile Mannix
- Betty Compson - Señora Kessler
- Ernie Adams - Jules Mason
- George Pembroke - Teniente Williams
- Ottola Nesmith - Señora Mason (acreditada como Ollola Nesmith)
- Fred Kelsey - Detective Ryan
- Jack Mulhall - Detective Tim

## Producción
Se conoce originalmente como Asesinato por las Estrellas y después El Fantasma Monstruoso. Durante el rodaje se llamó El Fantasma Asesino.
El rodaje tuvo lugar del 20 marzo a abril de 1941. En cuanto se completó se anunció que  Lugosi y Katzman harían dos películas más juntos; finalmente llegaron a hacer un total de nueve.

## Acogida
Los Ángeles Times dijo que la película estaba "de hombros hacia arriba por encima de la media de películas de terror. Su superioridad  está basada en el hecho que toca de raíz las cualidades de un psiscópata y la situación psicológica es más que puramente física un, impartiendo sabor a Poe... Lugosi es, naturalmente, magnífico en su trabajo, siendo maestro de todos los trucos de horror pero nunca sobreactuando".
El autor y crítico de cine Leonard Maltin otorgó a la película dos de cuatro estrellas, llamándolo "Mejor escrita y dirigida que la mayoría de películas de bajo presupuesto de Bela en los años 40, pero todavía muy lejos de Drácula".